# Vinxt

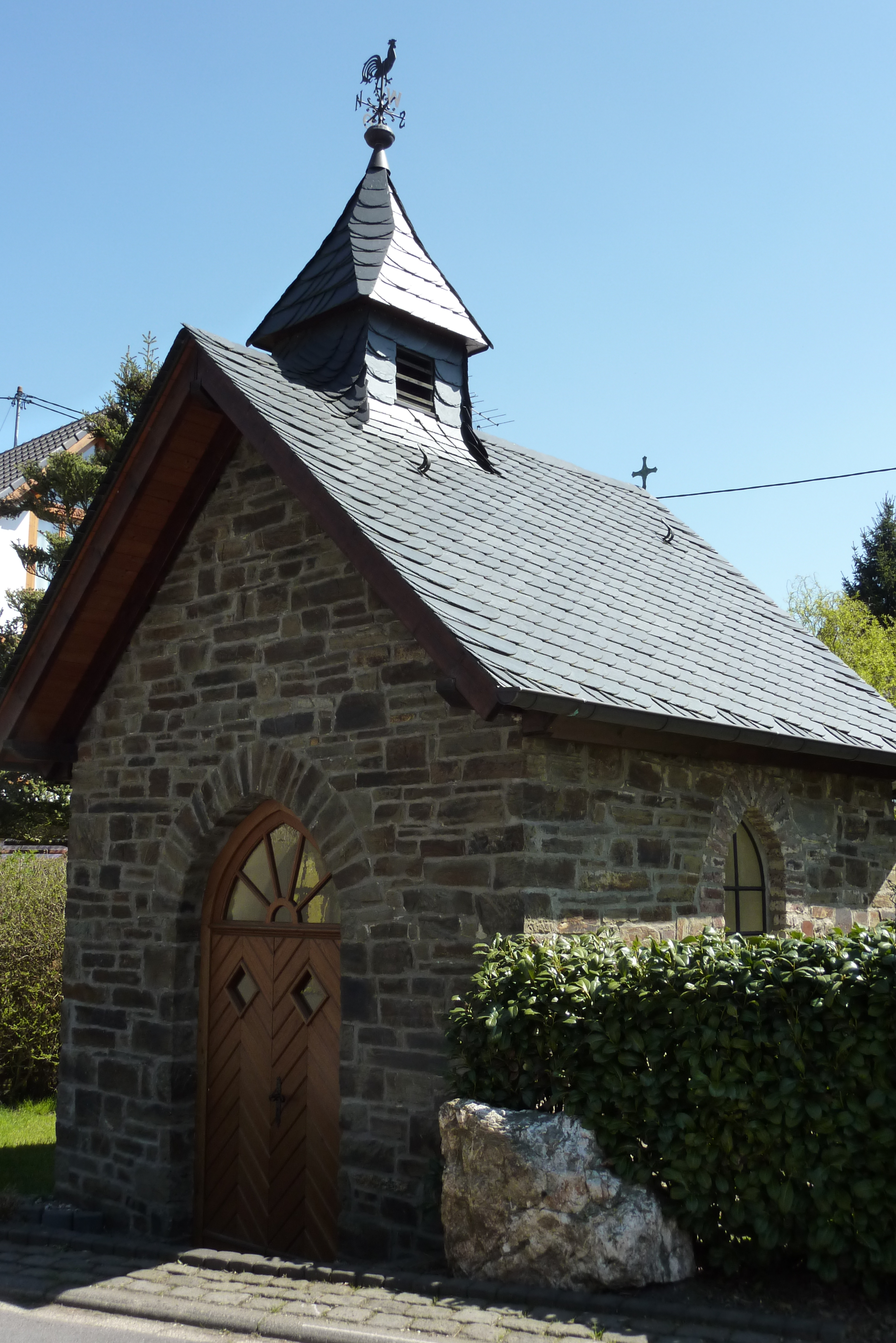
Kapelle Maria Königin des Friedens in Untervinxt

Vinxt ist ein Ortsteil der Ortsgemeinde Schalkenbach im Landkreis Ahrweiler in Rheinland-Pfalz. Der Ort am Vinxtbach gliedert sich in Untervinxt, Mittelvinxt und Obervinxt.

## Geschichte
Der Ort Vinxt kam im Tausch 1659 an das Herzogtum Jülich.

## Sehenswürdigkeiten
- Die Kapelle Maria Königin des Friedens in Untervinxt wurde um 1900 erbaut.
- Hofanlage Karweg 4 in Obervinxt

Siehe auch: Liste der Kulturdenkmäler in Schalkenbach